# NGC 7123
NGC 7123 (другие обозначения — PGC 67466, ESO 75-27) — спиральная галактика (Sa) в созвездии Индеец.
Этот объект входит в число перечисленных в оригинальной редакции «Нового общего каталога».